# زيدان إبراهيم
محمد إبراهيم زيدان (1934 - 24 سبتمبر 2011)، مغني سوداني راحل يلقب بعندليب السودان.

## ميلاده ونشأته
ولد في أم درمان الموردة، درس في مدرسة كادوقلي الشرقية الأولية بولاية جنوب كردفان الحالية وانتقل منها إلى مدرسة بيت الأمانة ثم إلى حي العرب الوسطى، وكانت المرحلة الثانوية بمدرسة أم درمان الأهلية، وأمضى عاماً دراسياً بمعهد الموسيقى والمسرح.
برزت موهبته الغنائية في سن مبكرة، فلم يواصل تعليمه بعد المرحلة الثانوية واتجه نحو الغناء وتتلمذ على يد الراحل إسماعيل عبد المعين لمدة ثلاث سنوات. كان والده إبراهيم زيدان علي موظفا حكومياًً يعمل في وظيفة رئيس حسابات وكان يتنقل بحكم وظيفته الحكومية من موقع لأخر. فعاش زيدان باكورة طفولته بمدينة ملكال بجنوب السودان وبعد ان تم نقل والده من إداراة حسابات مجلس ملكال الي مدينة كادوقلي للعمل بإدارة حسابات المجلس الريفي. ونشأ زيدان وحيدا في كنف والديه فلم يكن له أخوة تماما كوالده الذي توفي وهو في سن مبكرة في عام 1956 م ولم يكن له أخوة أشقاء. وبعد وفاة والده عادت الاسرة ومعها زيدان إلى أم درمان.

## مسيرته الفنية
برزت موهبة زيدان الغنائية في وقت مبكر اثناء المراحل الدراسية حيث كان يقوم بتلحين الأناشيد المدرسية ويغني في المسرح المدرسي وقد تعلم في تلك الفترة العزف على آلة العود وانتسب للجمعيات الموسيقية كعازف وقد وجد في البداية تشجيعا من إدارة المدرسة قبل ان يتم تخييره لاحقاً بين المدرسة وفن الغناء وكان الغناء خياره.
بدأ نجمه يلمع كمؤدي لأغنيات الأخرين بصوت متفرد وجميل حتى أطلق عليه الناقد الفني التيجاني محمد احمد لقب «العندليب الأسمر» وظهر زيدان في الإذاعة السودانية في برنامج أشكال وألوان الذي كان يقدمه أحمد الزبير وغنى فيه زيدان أغنية «مشاعر» وهي أولى أغنياته الخاصة به كما تم تقديمه في برنامج «ساعة سمر» باعتباره أحد الفنانين الواعدين. وتوالى ظهوره بعد ذلك على ساحة الطرب والغناء في السودان حيث بدأ يتعامل مع شعراء الأغنية والملحنين والموسيقيين ومن بينهم الموسيقار علاء الدين حمزة والسني الضوي وعبد اللطيف خضر مباشرة.
في عام 1963 م تقدم زيدان للجنة إجازة الأصوات بالإذاعة السودانية التي كانت تضم حسن الزبير وبرعي محمد دفع الله وكان مقرر اللجنة ذوالنون بشرى. وتمت اجازة صوته كمغن معترف به مما يعني نشر أعماله الغنائية على الأثير عبر الإذاعة السودانية وسجلت له الإذاعة أول في عام 1967 وهي أعنية بعنوان «أكثر من حب»، ومن ثم توالت أغانيه المسجلة. واشتهر زيدان بإحيائه حفلات غنائية في مناشبات خاصة كحفلات الأعراس ومناسبات عامة. وفي عام 1969 م سجل باستديوهات الأذاعة أغنية «مناجاة» للشاعر المصري إبراهيم ناجي وأحدثت له شهرة وسط جمهور فن الغناء بالسودان.
تعامل زيدان مع عدد من الشعراء الغنائيين ومن ابرزهم عوض أحمد خليفة في أغنية «في بعدك ياغالي» وبابكر الطاهر شرف الدين في أغنية «في الليلة ديك» والتيجاني الحاج موسى في «باب الريدة وإنسد» وعمر الشاعر ومحمد جعفر عثمان وعبد الوهاب هلاوى والتجانى حاج موسى ومحمد جعفر عثمان ودسوقى محمد خير ومصطفى عبد الرحيم ومهدى محمد سعيد وعزمي أحمد خليل.
يتمتع زيدان بأداء قوي للنص ومعظم أغانيه باللهجة العربية السودانية ولكنه غنى أيضاً بالعربية الفصحى (قصيدة مناجاة للشاعر إبراهيم ناجي). ويعتبر من رواد مدرسة الرومانسية في الطرب الغنائي السوداني ومن الفنانين المطربين الذين خاضوا تجربة الأغنية المصورة في السودان.

### حفلاته الغنائية الخارجية
كانت مصر أول وجهة خارج السودان أحيا فيها حفلات غنائية في عام 1971م، وسافر بعد ذلك إلى عدة دول لإحياء حفلات غنائية فيها منها: ليبيا وسوريا ولبنان واثيوبيا واريتريا وتشاد والإمارات العربية المتحدة وقطر والكويت وعمان واليمن والصومال وجيبوتي وبريطانيا والولايات المتحدة الأمريكية وهولندا وألمانيا واليونان.

## وفاته
توفي زيدان إبراهيم في يوم السبت 24 سبتمبر/ أيلول 2011 بمستشفي المروءة بحي المهندسين بالقاهرة بسبب فشل في الكبد ودفن بمقابر الحاج يوسف في الخرطوم بحري

## أعماله الفنية
الأغاني
- في الليلة ديك
- كنوز المحبة
- كل الحصل ما مني
- عمر السنين
- رب العذاري
- رمشة عين
- وسط الزهور
- بفيت حيران
- معذرة
- دنيا المحبة
- داوي ناري
- جميل ما سألناه
- قف تأمل
- اسير حسنك

وصلات من موقع يوتيوب حول أغاني زيدان إبراهيم:
- الليلة ديك 2010 . على يوتيوب
- جميل ما سألناه 1990 على يوتيوب
- دنيا المحبة على يوتيوب